# 浪速寺
浪速寺（なにわじ）は、大阪市浪速区にある東寺真言宗の寺院。

## 歴史
明治年間（1868年 - 1912年）に實乗和尚により創建。
昭和20年（1945年）の戦災で消失し、現在の本堂は昭和25年（1950年）に再建された。

## 行事
- 福寅授与・開運護摩供（1月9日-11日） - 今宮戎神社の十日戎と同じ日に行われ、大勢の人々が参拝する。
- 施餓鬼供養（彼岸中日）

## 交通
- 堺筋線恵美須町駅より西へ徒歩3分
- 御堂筋線大国町駅より東へ徒歩10分
- 南海高野線今宮戎駅より東へ徒歩2分